# Konrad Paschen
Heinrich Wilhelm Konrad Paschen (* 16. Mai 1909 in Hamburg; † 1. Februar 1992 ebenda) war ein deutscher Sportpädagoge und Sportwissenschaftler sowie Professor für Sportpädagogik an der Universität Hamburg.

## Leben
Während der Schulzeit wurde er mehrfach in den Sommerferien nach Schweden verschickt, um sich zu erholen und zu Kräften zu kommen. Nach dem Abitur studierte er Leibesübungen und Geographie an den Universitäten München und Hamburg. Hier gehörte er 1932 zu den ersten Absolventen des eigenständigen Studiengangs für das gymnasiale Lehramt. Parallel zu seinem Referendariat unterrichtete er bereits Sportgeschichte und Sportpraxis am Institut für Leibesübungen. Er hatte seine Heimat in der Bündischen Jugend, war aber im Gegensatz zur Mehrheit nicht bereit, seinen Stamm in die Hitlerjugend zu überführen. So wurde er 1936 aus dem Staatsdienst entlassen und übersiedelte in die Schweiz, wo er im Internat Lyceum Alpinum Zuoz als Lehrer weiterarbeitete. Hier trat er auch zum 1. August 1936 der NSDAP bei (Mitgliedsnummer 3.744.958). Mit Kriegsausbruch musste er nach Deutschland zurückkehren oder sich als politischer Flüchtling erklären. Er arbeitete fortan in Deutschland für den Marinenachrichtendienst als Telefon-Abhörer für Schweden. Nebenher legte er seine Dolmetscherprüfung für Französisch ab, sodass er bald Nachrichtenoffizier im besetzten Frankreich wurde. Er erlebte das Kriegsende auf dem Postamt in Marseille. Während der Kriegsgefangenschaft in Nordafrika organisierte er das Lagergymnasium mit anderen Lehrern, damit die jungen Kriegsgefangenen das Abitur nachmachen konnten. Er erreichte hierfür die staatliche Anerkennung der französisch besetzten Zone.

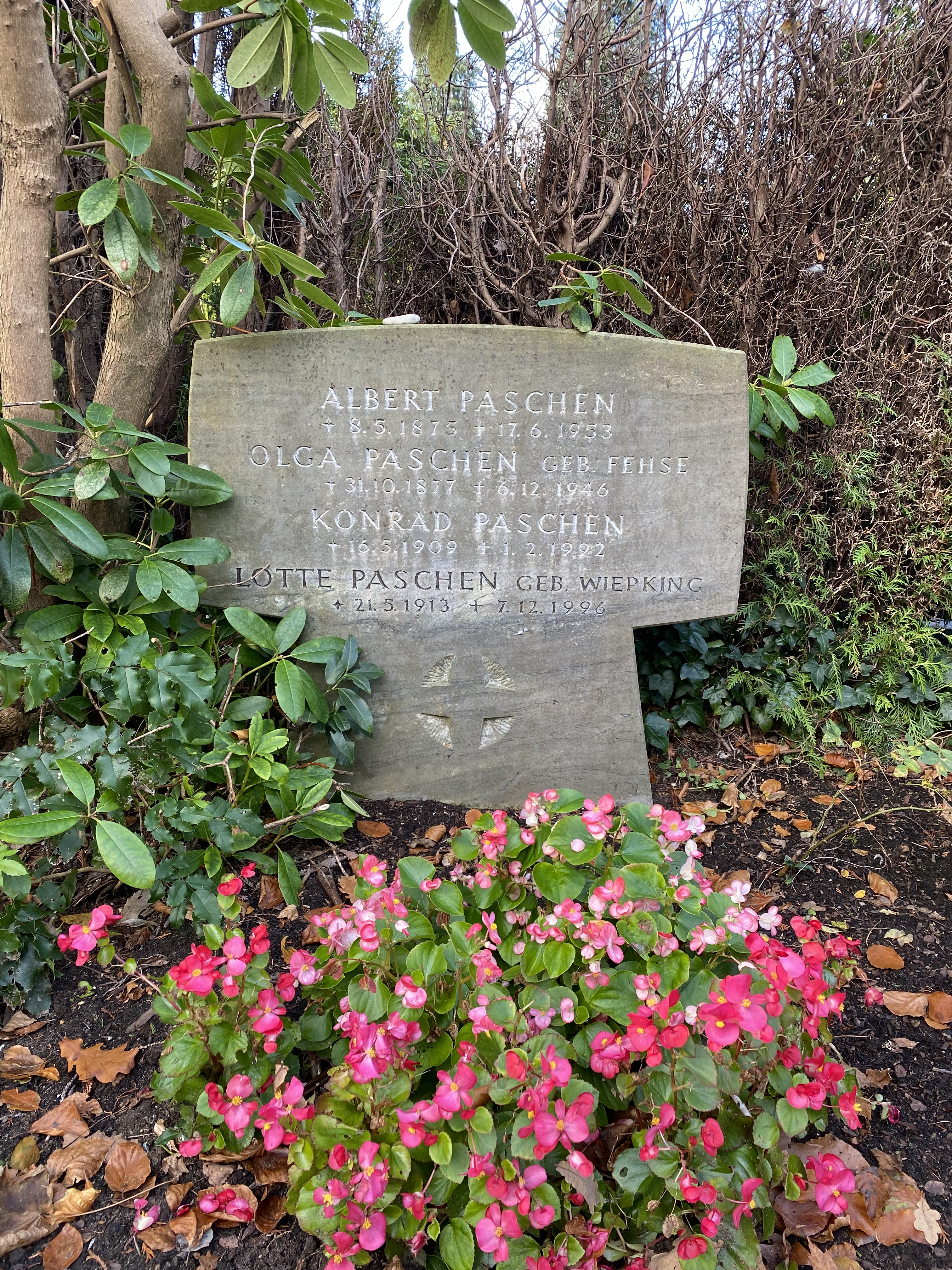
Grabstätte

Nach Ende der Kriegsgefangenschaft und Entnazifizierung kehrte er in den Schuldienst nach Hamburg und 1953 an die Universität zurück, wo er zunächst Dozent für Pädagogik, dann Direktor und Professor am Institut für Leibesübungen wurde. Er wurde Mitglied der Gewerkschaft Erziehung und Wissenschaft und stand mehr als zehn Jahre deren Sportkommission vor. Er stand der Bildungstheorie nach Wolfgang Klafki nahe. Da er 'Leibesübungen vom Kinde aus' betrieb, setzte er sich besonders für Leibesübungen in Vorschule und Schule ein, hatte als Ziel aber den von ihm geprägten Life-Time-Sport. Er prägte den Begriff der Schulsport-Misere, verstand sich als „der Beste unter den Nichtskönnern, als Sporttheoretiker, der seinen Ansatz beim Verlierer im Sport hat“. Insofern stand er Margarete Streicher und Karl Gaulhofer näher als anderen deutschen Sportpädagogen seiner Zeit. In vielen Bereichen war Paschen seiner Zeit voraus, so evaluierte er bereits 1967–69 die Auswirkungen der täglichen Bewegungszeit in der Grundschule.
1971 ging Paschen in den vorzeitigen Ruhestand, war aber bis zu seinem Lebensende als Sportlehrer im Seniorensport tätig. Der WorldCat hat 302 Werke von/über ihn. Sein hochschulbezogener Nachlass befindet sich im Archiv des Niedersächsischen Institut für Sportgeschichte.
Konrad Paschen verstarb mit 82 Jahren in seiner Geburtsstadt und wurde auf dem dortigen Friedhof Groß Flottbek beigesetzt.

## Werke
- Neuzeitliches Schulturnen in Theorie und Praxis; 1: Bewegungserziehung. Voggenreiter, Bad Godesberg 1954.
- Didaktik der Leibeserziehung: Grundlegung und Entwurf. Limpert, Frankfurt am Main 1961.
- Stundenbilder; 1: Bewegungserziehung im ersten und zweiten Schuljahr. Limpert, Frankfurt am Main 1961.
- Didaktik der Leibeserziehung in Schule und Verein: Grundlegung und Entwurf. Limpert, Frankfurt am Main 1966.
- Die Schulsportmisere: Gedanken und Pläne zur "Täglichen Turnstunde". Westermann, Braunschweig 1969.
- Die Curriculum-Revision in den USA, in Schweden und in England und ihr Einfluss auf die Leibeserziehung. Eine Literaturstudie. Czwalina, Ahrensburg 1972.
- mit Martin  Hörrmann und dem Arbeitskreis Kirche und Sport in der EKD: Berufssport am Beispiel Fussball: Bericht von der 5. Sporttagung in der Evangelischen Akademie Bad Segeberg vom 9.–11.1.1975. Czwalina, Ahrensburg 1976.
- Lifetime-Sport: gesammelte Aufsätze. Czwalina, Ahrensburg bei Hamburg 1977, ISBN 3-88020-052-1.
- Mein Weg zur Sportwissenschaft. Schadel, Bamberg 1978, ISBN 3-922210-05-8.
- Auf unsicherem Terrain: 1940 bis 47. Haag und Herchen, Frankfurt am Main 1981, ISBN 3-88129-460-8.